# Пять фунтов стерлингов (монета)
Монета в 5 фунтов (£5) — современный аналог традиционной британской монеты кроны, выпуск которой был прекращён после монетной реформы в Великобритании в 1972 году. Монета в 5 фунтов идентична с кроной по размерам и весу, и отчеканена в медно-никелевых сплавах в приблизительной пропорции: 75 % меди и 25 % никеля; специальные версии монеты чеканились с использованием золота и серебра. До появления монеты в 5 фунтов в 1990 году, характеристики кроны имела монета в 25 пенсов, появление монеты 5 фунтов стерлингов в качестве современного аналога кроны обуславливается желанием оправдать размеры и дороговизну производства монеты увеличением номинала в двадцать раз.
Монета в 5 фунтов стерлингов является законным платёжным средством, то есть им можно расплатиться где угодно, но в основном используется как коллекционный сувенир, и очень редко находится в денежном обращении, тем не менее монеты в 5 фунтов обязательны к приёму всеми почтовыми отделениями Великобритании.
На аверсе почти всегда используется стандартный портрет королевы Елизаветы II, в 1990—1997 годах использовался дизайн монеты авторства Рафаэля Маклоуфа, а с 1998 года дизайн Иэна Ранк-Брэдли, по особым случаям аверс может меняться.

## Выпуски
Памятные монеты номиналом 5 фунтов были выпущены на памятные даты:
1990: 90-летие королевы-матери Елизаветы Боуз-Лайон.
Аверс: Портрет королевы Елизаветы II авторства Рафаэля Маклоуфа, надпись: «ELIZABETH II DEI GRATIA REGINA FD» наверху монеты и «FIVE POUNDS» внизу.
Реверс: Корона связанная из розы и чертополоха, надпись: «QUEEN ELIZABETH THE QUEEN MOTHER 1900 1990». Дизайн реверса: Лесли Дурбин.
1993: 40-летие нахождение на престоле Елизаветы II.
Аверс: Малый портрет Елизаветы II, окруженный трубами и мечами. Надпись наверху: «ELIZABETH II DEI GRATIA REGINA FID DEF», внизу: «FIVE POUNDS».
Реверс: Корона королевы Великобритании окруженная 40 трубами. Надпись: «FAITH AND TRUTH I WILL BEAR UNTO YOU 1953—1993». Дизайн реверса: Роберт Элдертон
1996: 70-летие королевы Елизаветы II.
Аверс: Портрет королевы Елизаветы II авторства Рафаэля Маклоуфа, надпись: «ELIZABETH II DEI GRATIA REGINA FD» наверху монеты и «FIVE POUNDS» внизу.
Реверс: На реверсе изображены флаги, на заднем плане виден виндзорский замок, на одном из флагов вписано: 1926, на другом 1996. Помимо них, на реверсе видны: личный флаг королевы, королевский штандарт Виндзор, Юнион Джек. Надпись: «VIVAT REGINA ELIZABETH» (Да здравствует королева Елизавета). Дизайн реверса: Авриль Вэйгман
1997 год: В честь золотой свадьбы Елизаветы II и Филиппа, герцога Эдинбургского.
Аверс: Портреты Елизаветы II и герцога Филиппа, герцога Эдинбургског. Надпись: «ELIZABETH II DG REG FD PHILIP PRINCEPS».
Реверс: Изображен королевский герб и герб герцога Эдинбургского. Надпись: «20 NOVEMBER 1947 1997». Дизайн реверса: Лесли Дурбин
1998: К 50-летию Чарльза, принца Уэльского.
Аверс: Стандартный портрет Елизаветы II, авторства Иэна Ранг-Брэдли. Надпись: «ELIZABETH II DG REG FD 1998».
Реверс: Портрет принца Уэльского. Надпись наверху: «FIFTIETH BIRTHDAY OF HRH THE PRINCE OF WALES», внизу: «1948 FIVE POUNDS 1998». Дизайн реверса: Майкл Нокс и Роберт Элдертон
1999: Памяти погибшей Дианы, принцессы Уэльской. Мемориальная монета.
Аверс: Стандартный портрет Елизаветы II, авторства Иэна Ранг-Брэдли. Надпись: «ELIZABETH II DG REG FD 1999».
Реверс: Портрет Дианы, принцессы Уэльской. Надпись: «IN MEMORY OF DIANA PRINCESS OF WALES». Дизайн реверса: Дэвид Корнелл
1999 год: В честь наступления 3 тысячелетия от нашей эры.
Аверс: Стандартный портрет Елизаветы II, авторства Иэна Ранг-Брэдли. Надпись: ELIZABETH II DG REG FD 1999.
Реверс: Часы показывающиеся ровно полночь, на заднем плане карта Великобритании и Ирландии, Гринвич на карте находится в центре часов. Надпись вверху: «ANNO DOMIN», внизу: «1999 2000 FIVE POUNDS». Дизайн реверса: Джеффри Мэтьюз.
2000 год: 100-летие королевы-матери Елизаветы Боуз-Лайон.
Аверс: Стандартный портрет Елизаветы II, авторства Иэна Ранг-Брэдли. Надпись: ELIZABETH II DG REG FD 2000.
Реверс: Портрет королевы-матери Елизаветы Боуз-Лайон, надпись вверху: «QUEEN ELIZABETH THE QUEEN MOTHER», внизу: «1900—2000 FIVE POUNDS». Дизайн реверса: Иэн Ранк-Брэдли.
2001: Столетие со дня смерти королевы Виктории.
Аверс: Стандартный портрет Елизаветы II, авторства Иэна Ранг-Брэдли. Надпись: «ELIZABETH II DG REG FD 2001».
Реверс: Портрет королевы Виктории. Надпись вверху: «1901 2001», внизу: «5 POUNDS». Дизайн реверса: Мария Милнер-Диккенс.
2002 год: 50-летие с восхождения на престол Елизаветы II.
Аверс: Елизавета II на коне. Надпись: «ELIZABETH II DEI GRA REGINA FID DEF AMOR POPULI PRAESIDIUM REG».
Реверс: Стандартный портрет Елизаветы II, авторства Иэна Ранг-Брэдли.
2002: Памяти умершей в 2002 году Елизаветы Боуз-Лайон. Мемориальная монета.
Аверс: Стандартный портрет Елизаветы II, авторства Иэна Ранг-Брэдли. Надпись: «ELIZABETH II DG REG FD 2002».
Реверс: Портрет королевы-матери Елизаветы Боуз-Лайон, надпись вверху: «QUEEN ELIZABETH THE QUEEN MOTHER», внизу: «1900—2002». Дизайн реверса: Аврил Вэгман.
2015: 200-летие битвы при Ватерлоо.  и Наполеона Бонапарта. Мемориальная монета.
Аверс.
Реверс.